# Jülichgau

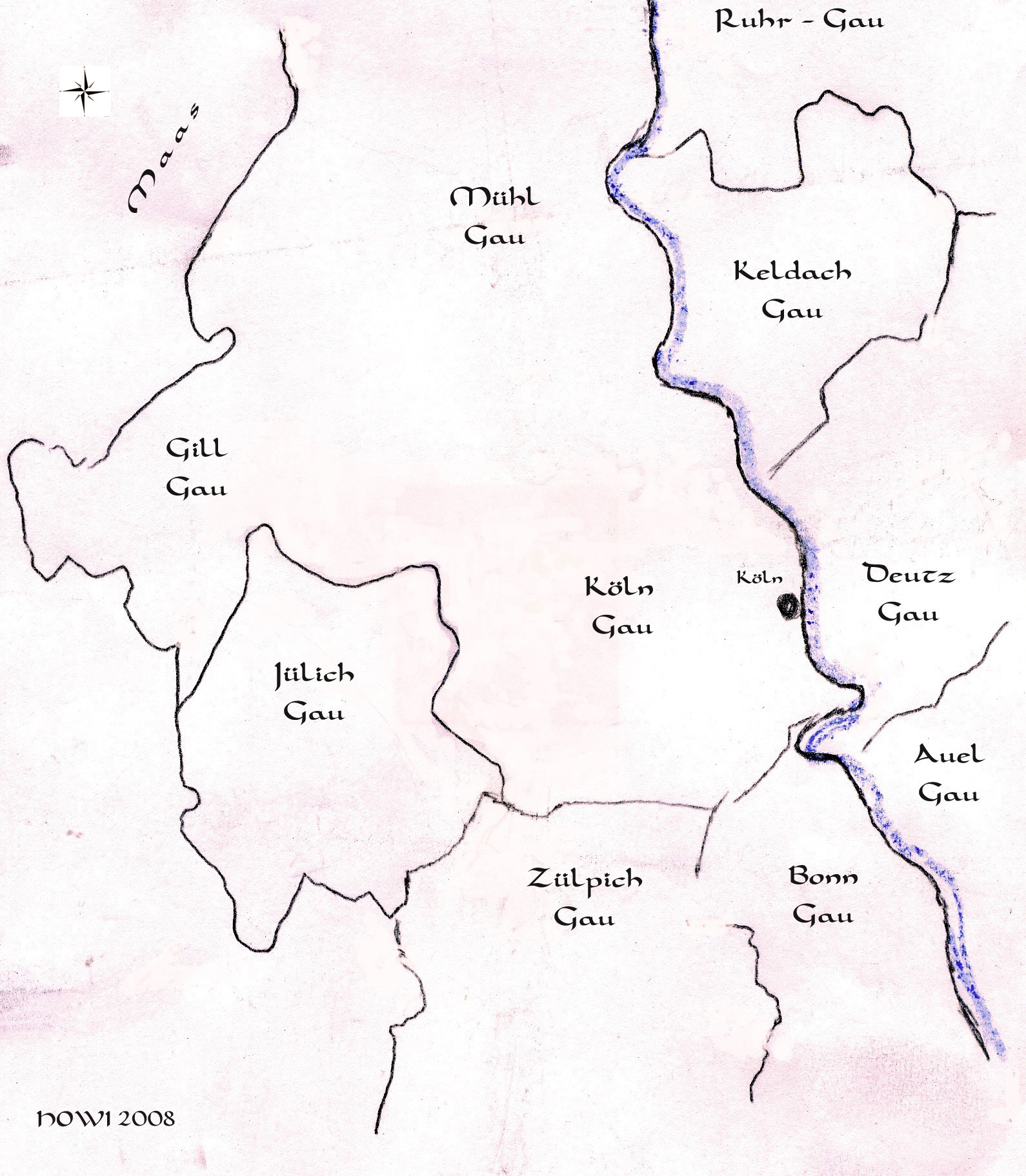
Jülichgau und Umgebung

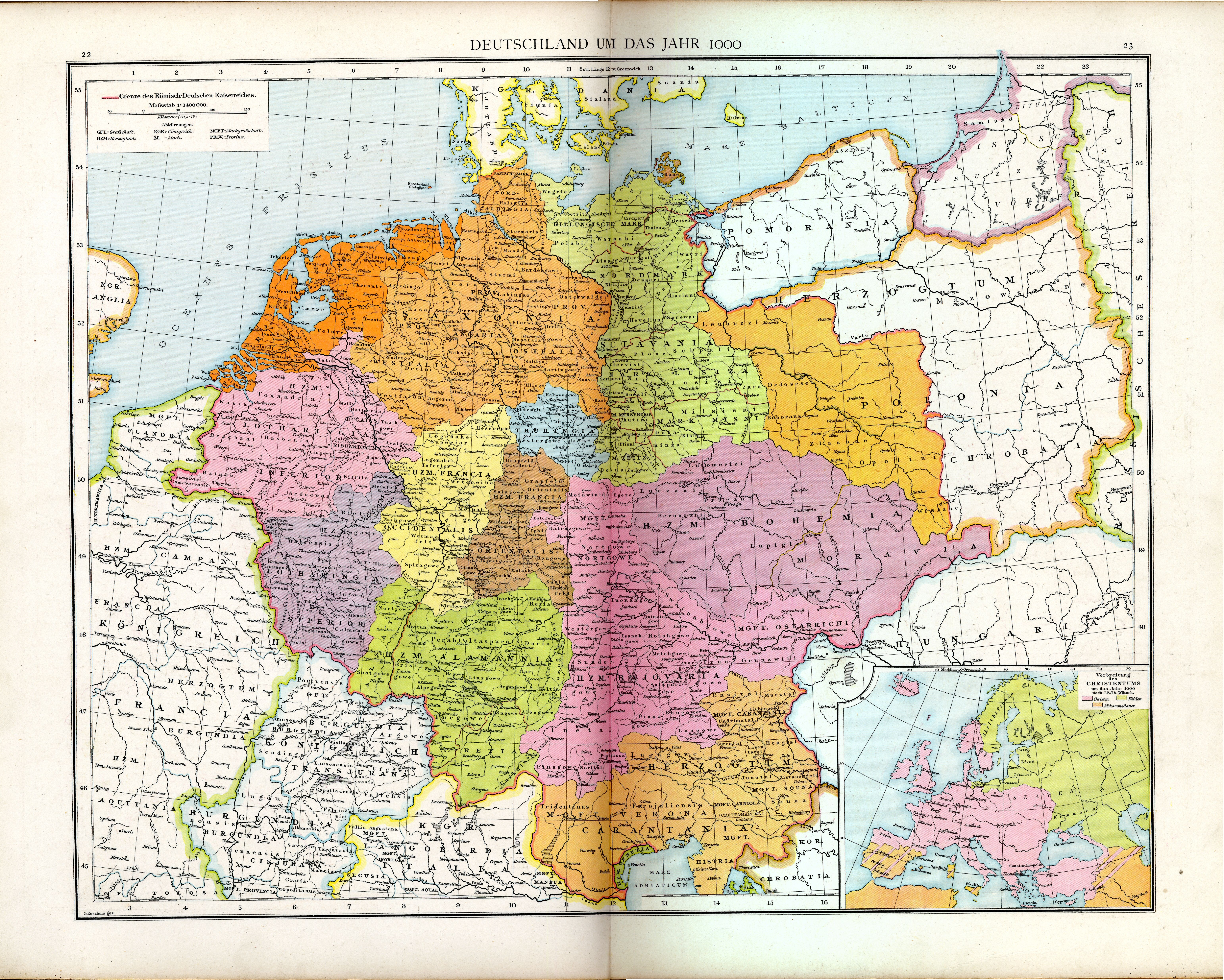
Die mittelalterlichen Gaue um 1000

Der Jülichgau (lateinisch: Pagus Juliacensis, niederländisch: Gulikgouw) war in der Zeit der Karolinger das Gebiet östlich der Maas mit Jülich im Zentrum und dem Maasgau auf dem anderen Ufer des Flusses. Nördlich des Jülichgaus lag der Mühlgau.
Der Jülichgau war im Karolingischen Reich ein Gau innerhalb des Reichsteils Ripuarien Erstmalig 846 wurde der Jülichgau durch eine Schenkungsurkunde des Kaisers Lothar I. an die Kapelle St. Philippus und Jakobus in Güsten als Grafschaft in Ripuarien (in pago ribuariensi in comitatu juliacensi capellam nostri que est dicata in honore beate justine) bezeichnet.
Der Jülichgau ging im 11. und 12. Jahrhundert in die Grafschaft Jülich über.

## Grafen im Jülichgau
- Eberhard (* um 856; † nach 889), 888 bezeugt als Graf im Jülichgau ⚭ Gisela (Tochter des Grafen Waltfred von Verona), Eberhard war ein Sohn des Berengar II.[1]
- Gottfried (* um 905; † 26. März nach 949) Pfalzgraf von Lothringen, Graf im Jülichgau (Matfriede); ⚭ Ermentrude (* 908/916), um 934 bezeugt, Tochter des Königs Karl III. von Frankreich.
- Anfang des 11. Jahrhunderts erscheint im Jülichgau ein Grafengeschlecht mit dem Leitnamen Gerhard. Gerhard I. ist Graf im Jülichgau von 1003 bis 1029, gefolgt von Gerhard II. (1029–1081), Gerhard III. (1081–1114), Gerhard IV. (1114–1127), Gerhard V. (1127–1138) und Gerhard VI. (1138–1142). Gerhard III. ist erstmals mit dem Beinamen comes de Julicho verzeichnet. Mit Wilhelm I. (1142–1176) wurden aus den Grafen im Jülichgau die Grafen von Jülich.

## Orte im Jülichgau
Jülich (als Iuliacum) im Zentrum und Eschweiler (als Ascvilare).